# Apteka (album)
Apteka – album trójmiejskiej grupy muzycznej Apteka wydany w 2007 roku. Jest on powrotem zespołu po 11 letniej przerwie w działalności. Niespełna miesiąc po nagraniu i wydaniu płyty członkowie zespołu zaprzestali współpracy.

## Lista utworów
źródło:
1. „Wiochaowska” – 4:06
2. „Wszystko w porządku” – 3:52
3. „O rycerzu” – 3:31
4. „Terroryści górą” – 3:31
5. „Mieszadło chaosu” – 2:53
6. „Tranfescyta i inne cioty” – 3:40
7. „Apteka” – 1:46
8. „Kamil Cyprian Norwid” – 2:35
9. „Przemówienie wodza” – 3:16
10. „Każda minuta” – 4:09
11. „What Is” – 4:31
12. „Bo Snu Nova” – 3:59

## Skład
źródło:
- Jędrzej Kodymowski – śpiew, gitara
- Marcin Ciempiel – gitara basowa
- Artur Hajdasz – perkusja

## Pozycje na listach
| Lista | Kraj   | Pozycja |
| ----- | ------ | ------- |
| OLiS  | Polska | 30      |